# Office fédéral
Un office fédéral est une unité administrative de l'un des sept départements de l'Administration fédérale suisse. Chaque office est responsable d'un domaine précis, et son directeur est directement subordonné au conseiller fédéral compétent. 

## Historique
Le nombre strictement limité de départements a conduit au cours du temps à une croissance du nombre d'offices et à la complexification de leur organisation, certains ayant les compétences de plusieurs ministères dans d'autres pays :
| Années                                                                                     | DFAE | DFI | DFJP | DDPS | DFF | DEFR | DETEC | Total |
| ------------------------------------------------------------------------------------------ | ---- | --- | ---- | ---- | --- | ---- | ----- | ----- |
| 1928                                                                                       | 1    | 7   | 6    | 15   | 7   | 6    | 3     | 45    |
| 1959                                                                                       | 4    | 12  | 6    | 11   | 8   | 6    | 6     | 53    |
| 1980                                                                                       | 5    | 14  | 8    | 7    | 13  | 7    | 7     | 61    |
| 1991                                                                                       | 6    | 11  | 11   | 7    | 11  | 8    | 7     | 61    |
| 1998                                                                                       | 2    | 10  | 8    | 7    | 9   | 7    | 7     | 50    |
| Source : Hanspeter Kriesi, Le système politique suisse, éd. Economica, Paris, 1998, p. 224 |      |     |      |      |     |      |       |       |

## Rôle
Les offices fédéraux représentent l'épine dorsale de l'administration. C'est avec les directeurs d'offices que le ministre initie des nouveaux projets ou prépare ses dossiers avant de les présenter à la séance hebdomadaire du gouvernement. Ce sont aussi les offices qui sont chargés de rédiger les rapports à l'issue de la phase de consultation législative qui servent de base aux délibérations du Conseil.